# 盧普縣 (內布拉斯加州)
盧普縣（英語：Loup County）是美國內布拉斯加州中部的一個縣。面積1,479平方公里。根據美國2000年人口普查，共有人口712人。縣治泰勒 （Taylor）。
成立於1883年2月23日。縣名來自北盧普河 （法語「狼」的意思）。